# Elizabeth Gurley Flynn
Elizabeth Gurley Flynn (ur. 7 sierpnia 1890 w Concord w New Hampshire, zm. 5 września 1964 w Moskwie) – amerykańska działaczka związków zawodowych i feministka, działaczka Robotników Przemysłowych Świata, jedna z założycielek American Civil Liberties Union. Aktywistka na rzecz praw kobiet, w tym praw reprodukcyjnych. Pod koniec życia związała się z Komunistyczną Partią Stanów Zjednoczonych i została jej przewodniczącą. Zmarła podczas wizyty w Związku Radzieckim.
Pochodziła ze stanu New Hampshire. W 1900 r. jej rodzina przeprowadziła się do Nowego Jorku. Flynn odebrała wykształcenie w miejscowej szkole publicznej. Wcześnie zainteresowała się socjalizmem. Już w wieku 16 lat wygłosiła przymówienie "Co socjalizm może zrobić dla kobiet" w Harlem Socialist Club. Na skutek swojej politycznej działalności Flynn została usunięta ze szkoły.
W 1907 r. brała udział w organizowaniu Robotników Przemysłowych Świata. Przez następne lata agitowała wśród robotników w Pensylwanii, New Jersey, Nowym Jorku, Minnesocie, Montanie, Waszyngtonie oraz Massachusetts. W tym okresie Theodore Dreiser nadał jej przydomek "Joanny D'Arc z East Side". W 1909 r. wzięła udział w walce o wolność słowa. Podczas przemówienia w Spokane przykuła się do latarni ulicznej, aby uniknąć aresztowania. W tym okresie była dziesięciokrotnie aresztowana, ale nigdy nie postawiono jej zarzutów.
Flynn została usunięta z Robotników Przemysłowych Świata w 1916 r. po sporze o strajk w Mesabi. W 1920 r. została członkiem-założycielem American Civil Liberties Union. Brała aktywny udział w kampanii przeciwko oskarżeniu Sacco i Vanzettiego. Działała na rzecz równouprawnienia kobiet i wprowadzenia antykoncepcji. Krytykowała kierownictwa związków zawodowych, które jej zdaniem były zdominowane przez mężczyzn i nie mogły realizować potrzeb kobiet.
Pomiędzy 1926 a 1936 r. Flynn mieszkała w Portland w Oregonie z aktywistką Robotników Przemysłowych Świata, Marie Equi. Mimo iż Flynn wiele w owym czasie chorowała, czynnie zaangażowała się w akcje poparcia dla strajku generalnego na Zachodnim Wybrzeżu. W 1936 r. Flynn wstąpiła do Komunistycznej Partii Stanów Zjednoczonych (CPUSA). Prowadziła feministyczną kolumnę w partyjnym dzienniku Daily Worker. W 1938 r. został członkiem Komitetu Narodowego. Z powodu członkostwa w CPUSA Flynn została w 1940 r. usunięta z rady ACLU.
Podczas II wojny światowej prowadziła kampanię na rzecz równych szans ekonomicznych i równej płacy dla kobiet oraz utworzenia centrów opieki dla pracujących matek. W 1942 r. startowała w wyborach do Kongresu z Nowego Jorku. Oddano na nią 50 000 głosów, ale nie wystarczyło to do zwycięstwa.
W lipcu 1948 r. 12 liderów CPUSA zostało aresztowanych pod zarzutem działania na rzecz obalenia rządu Stanów Zjednoczonych siłą i przemocą. Flynn prowadziła kampanię domagając się ich uwolnienia, ale sama została aresztowana w czerwcu 1951 r. pod tymi samymi zarzutami. Po 9-miesięcznym procesie uznano ją za winną i skazano na 2 lata więzienia. Wyrok odbyła w Alderson. Wspomnienia z tego okresu spisała w książce The Alderson Story: My Life as a Political Prisoner.
Po wyjściu z więzienia Flynn wznowiła działalność w CPUSA. W 1961 r. została przewodniczącą partii. Wielokrotnie odwiedzała Związek Radziecki. Zmarła tam podczas jednej z wizyt w 1964 r. Rząd radziecki uhonorował ją państwowym pogrzebem. W uroczystościach na Placu Czerwonym uczestniczyło 25 000 ludzi. Zgodnie z jej wolą została pochowana na Waldheim Cemetery w Chicago obok grobów Eugene'a Dennisa, Billa Haywooda oraz ofiar rozruchów w Haymarket.

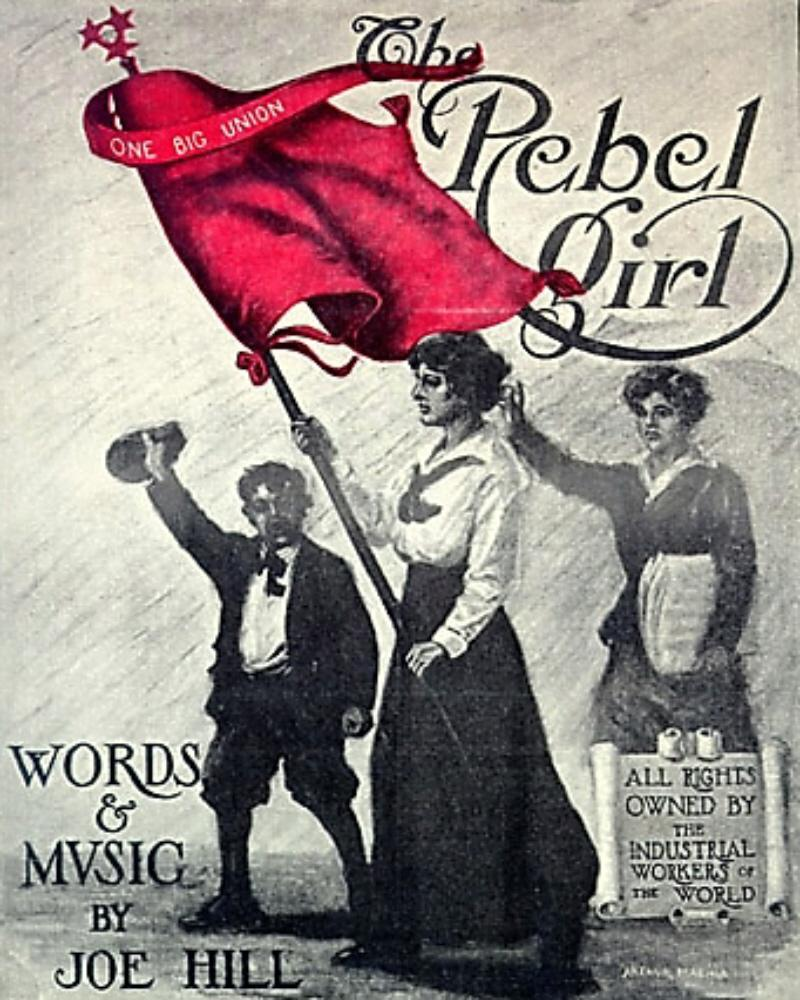
The Rebel Girl

Działalność Flynn została upamiętniona balladą Joe Hilla Rebel Girl.